# Balakan
Balakan (azeră Balakən; georgiană ბელაქანი) este un oraș din Azerbaidjan.